# Game jam
Una game jam (nome talvolta usato al maschile) è un evento in cui i partecipanti cercano di creare un videogioco da zero. A seconda del formato, i partecipanti possono lavorare indipendentemente o in squadra. La durata dell'evento varia solitamente dalle 24 alle 72 ore. I partecipanti sono generalmente programmatori, game designer, artisti, scrittori e altri in campi correlati allo sviluppo di giochi. Mentre molte game jam vengono gestite puramente come un esercizio di creazione di giochi, alcune game jam sono concorsi che offrono premi. Alcune proposte sono state infine prodotte come videogiochi completamente sviluppati.
Anche i giochi da tavolo sono stati oggetto di game jam.

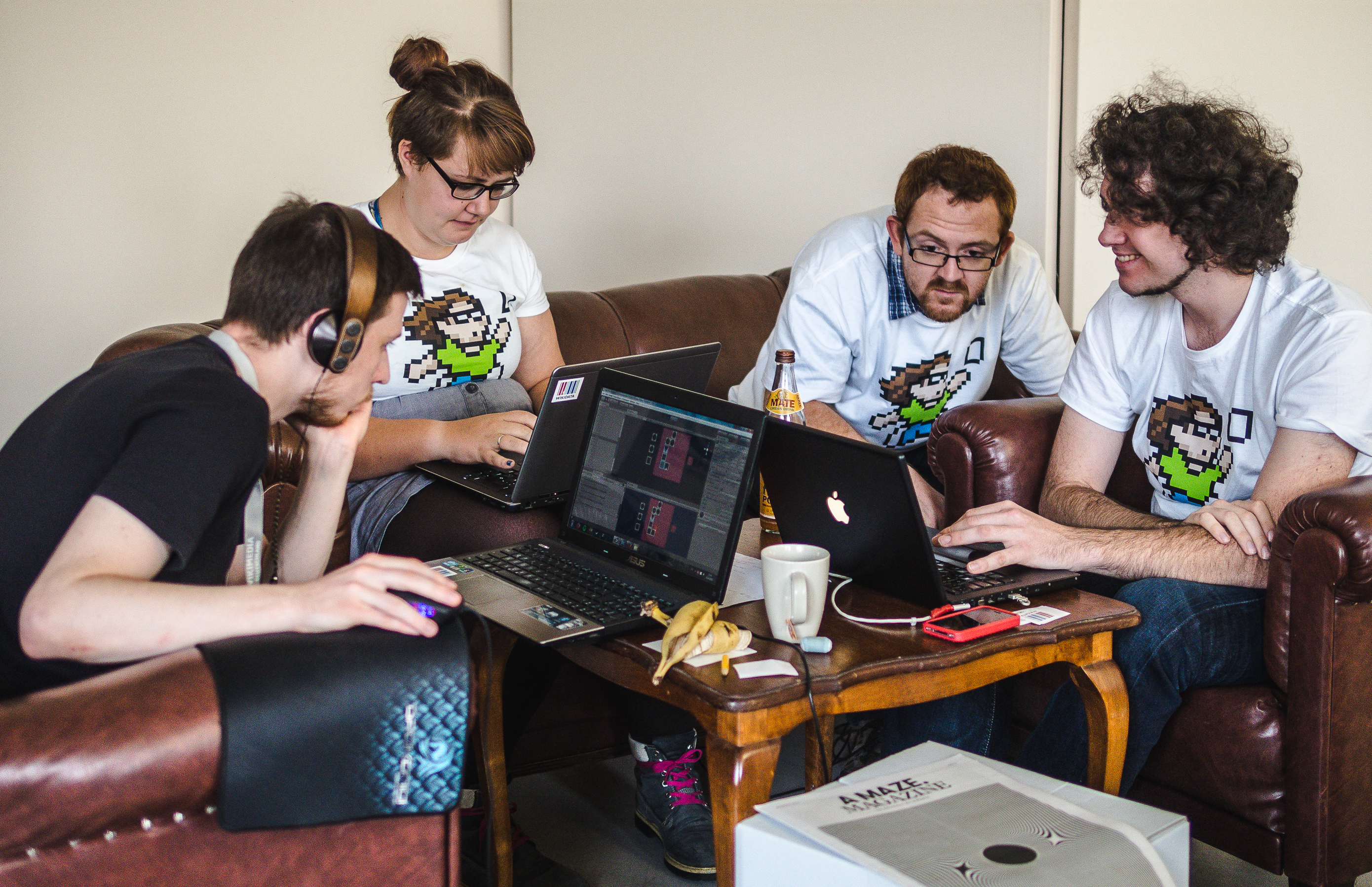
Un gruppo di partecipanti alla Free Knowledge Game Jam 2015

## Storia
Il termine game jam è una composizione delle parole game (gioco) e jam session. Una jam session descrive l'atto musicale di produrre musica con poca o nessuna preparazione precedente nel tentativo di sviluppare nuovo materiale o semplicemente di esercitarsi. Allo stesso modo, le game jam sono eventi in cui gli sviluppatori di giochi sviluppano idee sperimentali in giochi funzionanti.
Prima delle game jam, c'erano eventi di sfida di creazione rapida come l'Interactive Fiction Competition a partire dal 1995 e una sfida di scrittura NaNoWriMo dal 1999.
La prima game jam conosciuta è SpeedHack, iniziata nel 1999 e durata fino al 2015.
Nel marzo 2002, gli sviluppatori di videogiochi Chris Hecker e Sean Barrett hanno lavorato con Doug Church, Jonathan Blow e Casey Muratori allo sviluppo di un motore grafico in grado di renderizzare un gran numero di sprite. Hecker e Barrett hanno invitato un piccolo gruppo di sviluppatori di videogiochi a incontrarsi nell'ufficio di Hecker a Oakland, in California, con lo scopo di creare videogiochi innovativi utilizzando questo nuovo motore. Hecker e Barrett hanno chiamato questo incontro 0th Indie Game Jam, un evento di progettazione e programmazione di giochi "progettato per incoraggiare la sperimentazione e l'innovazione nell'industria dei videogiochi". Questo è il primo uso documentato del nome game jam. Ludum Dare (da aprile 2002) e LT Game Jam (da agosto 2002) sono altre game jam che hanno avuto origine in questo periodo. Ludum Dare inizialmente si è descritta come una "competizione" e ora offre jam e competizioni come eventi distinti.
Il Nordic Game Jam si è tenuto per la prima volta nel gennaio 2006 e ha introdotto il modello con la formazione del gruppo e l'introduzione del tema prima del periodo di jam. Questo sarebbe stato poi adottato e reso popolare dal Global Game Jam (dal 2009), orientando i game jam verso la collaborazione di squadra. Le game jam sono state anche distribuiti o organizzati per una causa, esempi sono rispettivamente l'Health Games Challenge (2010) e il Fukushima Game Jam (2012). A partire dal Train Jam (2013), le game jam sono entrati a far parte dell'economia dell'esperienza. Almeno 1290 game jam si sono tenute su itch.io entro il 2013.

## Formato
Luogo

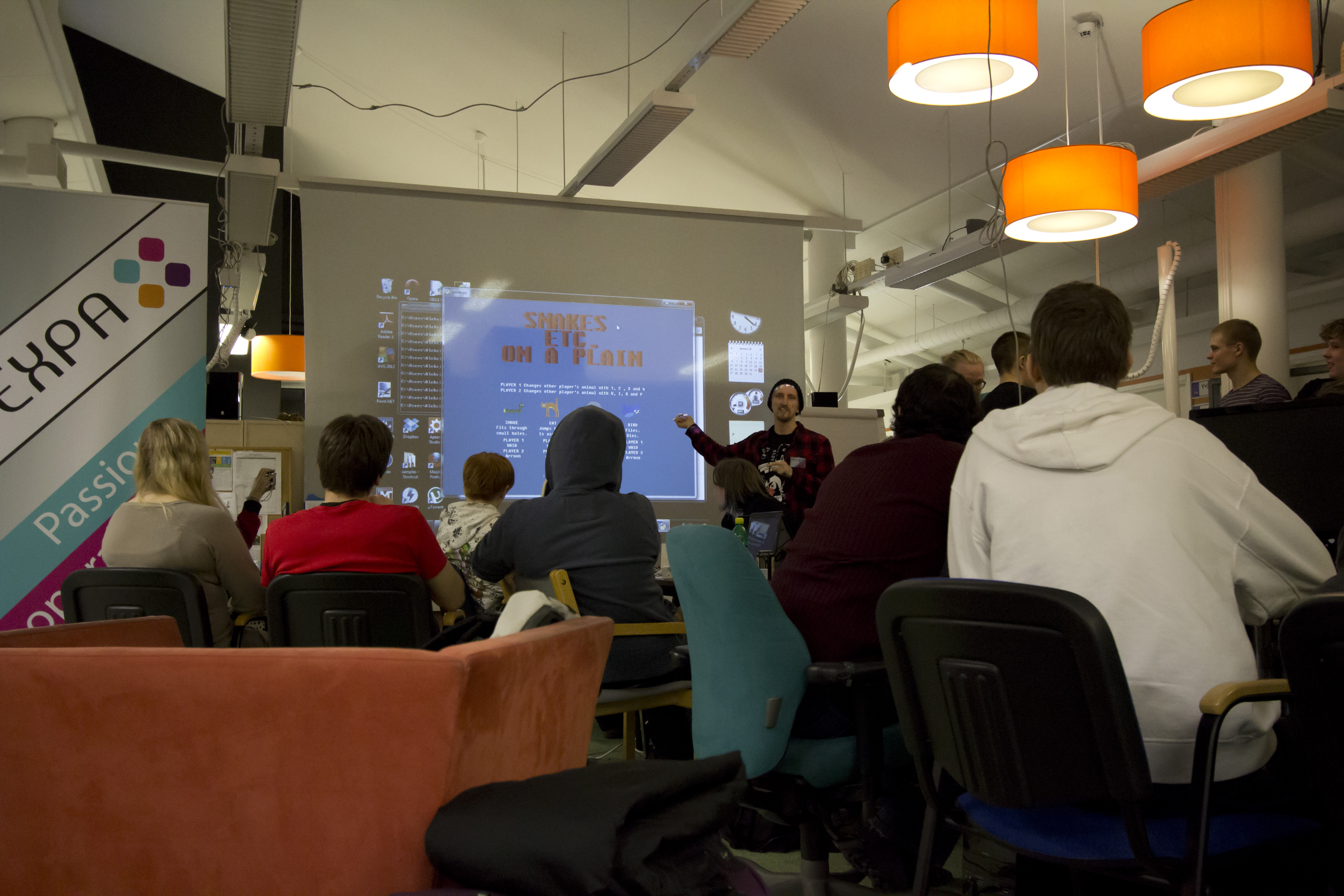
Un gioco ultimato presentato al Global Game Jam 2014, Jyväskylä, Finlandia

Alcune game jam sono eventi locali, che si svolgono in università, sale conferenze o altri spazi privati. Il Global Game Jam si svolge alla fine di gennaio di ogni anno, con oltre 800 sedi in oltre 100 paesi in tutto il mondo. Il Ludum Dare è un esempio di game jam virtuale, un evento in cui i partecipanti rimangono per lo più a casa, ma presentano i loro giochi alla conclusione della jam.
Limite di tempo
Le game jam in genere hanno limiti di tempo restrittivi, che vanno da poche ore a diversi giorni. Questo vincolo di tempo è pensato per simulare la pressione di una scadenza e per incoraggiare la creatività tra le idee prodotte dai gruppi della game jam.
Tema
Una game jam può essere incentrato su un tema, a cui tutti i giochi sviluppati all'interno del jam devono aderire. Il tema viene solitamente annunciato poco prima dell'inizio dell'evento, per scoraggiare i partecipanti dal pianificare l'evento in anticipo e dall'utilizzare materiale sviluppato in precedenza. Inoltre, i temi sono pensati per porre delle restrizioni agli sviluppatori, il che incoraggia la creatività.
Tecnologia
Il tipo di tecnologia può variare a seconda del tipo di gioco in fase di sviluppo e tra le diverse discipline coinvolte.
In un video game jam, i team sono generalmente composti da almeno un programmatore e un artista. Un programmatore costruisce utilizzando strumenti di sviluppo di giochi. Dovrebbe consentire una rapida prototipazione per soddisfare i vincoli di tempo. Un artista può utilizzare strumenti creativi per produrre le risorse del gioco, oppure può utilizzare quelli forniti con strumenti come Scratch e Kodu Game Lab. I social media come Facebook, Twitter e GitHub sono disponibili per i partecipanti. Questi sono inappropriati nel contesto educativo dei giovani studenti, dove può essere utilizzata la funzionalità di condivisione di giochi moderata sui siti Web di Scratch e Kodu.
Esistono anche game jam non digitali. Anche i giochi da tavolo e di carte sono stati oggetto di game jam. In una game jam che faceva parte della "Settimana dell'imprenditorialità" del 2013 della Università di Stanford, una squadra ha creato un gioco che utilizza oggetti fisici. Le game jam analogiche sono state testate in alcune università del Regno Unito con recensioni positive da parte degli studenti e del personale.

## Scopo
Le game jam si tengono per una varietà di scopi. Lai et al. (2021) presentano la seguente tassonomia ed esempi:
- Sfida e tecnologia: questo aspetto è simile agli hackathon. Alcune definizioni escludono gli eventi incentrati sulla competizione dai game jam, come Grace (2016) e Ludum Dare, sostenendo che le game jam enfatizzano il processo rispetto al prodotto.
- Game jam commerciali: in Amnesia Fortnight, le squadre sviluppano idee con la maggior parte dei voti delle persone. Le persone votano e ricevono il prototipo a pagamento, rendendo l'evento un esempio di game jam commerciale. Le game jam sono stati tenute anche per promuovere prodotti e aziende.
- Economia dell'esperienza: le game jam si sono tenute durante i viaggi in treno, mare e aereo e in luoghi come cabine senza ampie infrastrutture idriche ed elettriche e castelli. Questi offrono esperienze uniche per lo sviluppo di giochi normali.
- Commento del settore dei giochi: alcuni eventi nel settore hanno generato game jam, come la rimozione di Flappy Bird che ha portato alla Flappy Jam.
- Parte di altri eventi: Alcune game jam facevano parte di incontri accademici e di settore più ampi, inclusi quelli di argomenti adiacenti come Ars Electronica.
- Game jam mirate: Varie organizzazioni hanno tenuto game jam come parte del loro movimento, inclusi clima, diversità e attivismo culturale, e per attirare l'attenzione su disastri e notizie.
- Affiliazione regionale
- Insegnamento e apprendimento: Alcune game jam hanno temi STEM per introdurli a gruppi sottorappresentati. Un sondaggio ha anche rilevato che le game jam sono un modo per insegnare la carriera di sviluppo di giochi e le competenze sociali.

In classe, le game jam promuovono il lavoro di squadra, la creatività, la pianificazione, la risoluzione dei problemi e la diversità. Gli educatori possono inoltre mescolare esercizi sociali come "circle flap", "social ball" e "name gesture". Insieme alla prototipazione fisica, coinvolgono la comunicazione di squadra.

## Videogiochi
Molti giochi sono iniziati come progetti per game jam. Ad esempio, Surgeon Simulator 2013 è stato un progetto per il Global Game Jam del 2013. Dai battiti cardiaci come tema dell'evento, gli sviluppatori hanno concettualizzato un gioco di trapianto di cuore. Il gioco è diventato rapidamente popolare dopo l'uscita al game jam. La popolarità ha portato all'uscita della versione completa su Steam. Baba Is You, che è stato realizzato per il Nordic Game Jam del 2017, è un altro gioco di successo originatosi in una game jam.